# Tutti fratelli nel west... per parte di padre
Tutti fratelli nel west... per parte di padre è un film del 1972 diretto da Sergio Grieco.

## Trama
Il giovane avventuriero Jonathan Poe, detto Jeepo, possiede un quinto di una roccia che illustra la posizione di una ricca miniera d'oro, grazie all'aiuto della prostituta Lulu Belle, detta Miss Dynamite.